# Promise Me
Promise Me is een nummer van de Britse zangeres Beverley Craven. De ballad is Cravens bekendste, en in veel landen enige, hit.
De single is uitgebracht als eerste single van haar debuutalbum Beverley Craven uit 1990. In eerste instantie was de single niet succesvol, maar na enkele optredens op de Britse televisie en een succesvolle tournee door het VK werd de single opnieuw uitgebracht. In het voorjaar van 1991 bereikte de single de Europese hitlijsten, met top-10 posities in België (#2), Verenigd Koninkrijk (#3), Frankrijk (#6), Ierland (#7) en Nederland (#8).

## NPO Radio 2 Top 2000
| Nummer met noteringen in de NPO Radio 2 Top 2000 | '99 | '00  | '01  | '02  | '03 | '04  | '05  | '06  | '07  | '08  |
| ------------------------------------------------ | --- | ---- | ---- | ---- | --- | ---- | ---- | ---- | ---- | ---- |
| Promise Me                                       | 756 | 1223 | 1315 | 1078 | 930 | 1619 | 1967 | 1698 | 1715 | 1553 |

1. ↑  Een vetgedrukt getal geeft de hoogste notering aan.
2. ↑  Deze tabel is bijgewerkt tot en met de laatste editie (2024).